# Knowe of Yarso
Der Knowe of Yarso ist ein Stalled Cairn auf der Orkneyinsel Rousay in Schottland, der etwa 2900 v. Chr. errichtet und 1934 von Walter Gordon Grant ausgegraben und restauriert wurde. Das Passage tomb vom Typ Orkney-Cromarty (OC) liegt in einem etwa rechteckigen Hügel auf einer Terrasse über einem steilen Hang nördlich der Küstenstraße, die im Süden der Insel am Wyre Sound entlang verläuft.
Das äußere Erscheinungsbild und das Betondach sind moderne Ergänzungen. Die Kammer der Megalithanlage gehört zu den kürzeren des Typs und ist nur 7,3 m lang und 1,7 m breit. Nahezu die gesamte Anlage ist aus plattigem Material als Trockenmauerwerk errichtet. Ein vier Meter langer Gang führt von Südosten in die Kammer, die durch große senkrechte Steinplatten in je drei Seitennischen und eine Kopfnische unterteilt ist.
In der Anlage wurden Knochen von mindestens 29 Erwachsenen gefunden, aber nur 17 Schädel. Die Überreste von mindestens 36 Hirschen bildeten zusammen mit einer Anzahl von Messern und Schabern aus Feuerstein die Grabbeigaben.
In der Nähe liegen die Anlage von Blackhammer, Taversoe Tuick und der Midhowe Cairn.